# 赫拉尔多·卢戈
赫拉尔多·卢戈·戈麦斯（西班牙語：Gerardo Lugo Gómez，1955年3月13日—），墨西哥男子足球运动员，司职中场。他曾代表墨西哥国家队参加1978年国际足联世界杯，结果队伍止步小组赛阶段。